# Kaze Tachinu (trilha sonora)
Kaze Tachinu Saundotorakku (風立ちぬ サウンドトラック) é a trilha sonora do filme japonês de animação Kaze Tachinu, de 2013, do Studio Ghibli. Foi lançado em 17 de julho de 2013, pela Tokuma Shoten. Todas as faixas do álbum contam com a composição de Joe Hisaishi — exceto "Hikōki-gumo" (ひこうき雲) que foi composta e interpretada por Yumi Matsutoya — Saori Minomo, Takako Yamanouchi e Kenji Ashimoto, atuaram como produtores do projeto.

## Gravação e lançamento
A trilha sonora de Kaze Tachinu foi inteiramente gravada pela Orquestra Sinfônica Yomiuri Nippon, e foi lançada em CD pela Tokuma Japan Communications em meados de julho de 2013. O álbum incluí 32 faixas com a primeira edição acompanhada por um CD bônus, The Wind Rises Sound Source, que contém duas canções do longa-metragem gravadas em mono.
A canção "Hikōki-gumo" (ひこうき雲), composta e lançada pela cantora e compositora Yumi Matsutoya em 1973, foi regravada especialmente para o filme. E foi lançada como single em 3 de julho de 2013, para promover o filme, seguido de um videoclipe dirigido por Mami Sunada no final do mesmo mês.

## Lista de faixas
Todas as faixas escritas e compostas por Joe Hisaishi, exceto quando indicado. 
| Edição padrão  |                                                            |         |  |
| N.º            | Título                                                     | Duração |  |
| 1.             | "Tabiji (Muchū hikō) (旅路(夢中飛行))"                     | 2:55    |  |
| 2.             | "Nagareboshi (流れ星)"                                     | 1:37    |  |
| 3.             | "Caproni (Sekkeika no yume) (カプローニ(設計家の夢))"      | 1:45    |  |
| 4.             | "Tabiji (Ketsui) (旅路(決意))"                             | 1:12    |  |
| 5.             | "Nahoko (Deai) (菜穂子(出会い))"                           | 0:48    |  |
| 6.             | "Hinan (避難)"                                             | 1:20    |  |
| 7.             | "Onjin (恩人)"                                             | 0:47    |  |
| 8.             | "Caproni (Maboroshi no Kyodaiki) (カプローニ(幻の巨大機))" | 1:43    |  |
| 9.             | "Tokimeki (ときめき)"                                      | 0:40    |  |
| 10.            | "Tabiji (Imōto) (旅路(妹))"                                | 1:43    |  |
| 11.            | "Tabiji (Hatsushussha) (旅路(初出社))"                     | 1:28    |  |
| 12.            | "Hayabusa-han (隼班)"                                      | 1:34    |  |
| 13.            | "Hayabusa (隼)"                                            | 1:22    |  |
| 14.            | "Junkers (ユンカース)"                                     | 1:28    |  |
| 15.            | "Tabiji (Italia no kaze) (旅路(イタリアの風))"             | 1:45    |  |
| 16.            | "Tabiji (Caproni no intai) (旅路(カプローニの引退))"       | 1:20    |  |
| 17.            | "Tabiji (Karuizawa no Deai) (旅路(軽井沢の出会い))"        | 1:45    |  |
| 18.            | "Nahoko (Unmei) (菜穂子(運命))"                            | 0:46    |  |
| 19.            | "Nahoko (Niji) (菜穂子(虹))"                               | 1:09    |  |
| 20.            | "Castorp (Ma no yama) (カストルプ(魔の山))"                | 1:10    |  |
| 21.            | "Kaze (風)"                                                | 0:52    |  |
| 22.            | "Kami hikōki (紙飛行機)"                                   | 2:38    |  |
| 23.            | "Nahoko (Propose) (菜穂子(プロポーズ))"                    | 1:10    |  |
| 24.            | "Hachishi tokutei (八試特偵)"                              | 0:58    |  |
| 25.            | "Castorp (Wakare) (カストルプ(別れ))"                      | 1:49    |  |
| 26.            | "Nahoko (Aitakute) (菜穂子(会いたくて))"                   | 3:06    |  |
| 27.            | "Nahoko (Meguriai) (菜穂子(めぐりあい))"                   | 3:04    |  |
| 28.            | "Tabiji (Kekkon) (旅路(結婚))"                             | 1:57    |  |
| 29.            | "Nahoko (Manazashi) (菜穂子(眼差し))"                      | 1:04    |  |
| 30.            | "Tabiji (Wakare) (旅路(別れ))"                             | 1:18    |  |
| 31.            | "Tabiji (Yume no ōkoku) (旅路(夢の王国))"                  | 3:36    |  |
| 32.            | "Hikōki-gumo (ひこうき雲)"                                 | 3:23    |  |
| Duração total: | Duração total:                                             | 49:25   |  |

Notas
- "Hikōki-gumo" (ひこうき雲) foi composta e interpretada por Yumi Matsutoya.